# Суха Річка (Приморський край)
Суха́ Рі́чка — село в Хасанському районі Приморського краю, входить в Безверховское сільське поселення.

## Географія
Суха Річка розташована на однойменній річці, за 2 км від її впадіння в бухту Перевозну Амурського затоки. Село пов'язано автомобільною дорогою довжиною 26 км з трасою А189 Роздольне — Хасан. Відстань до райцентру, селища Слов'янка, по дорозі складає 54 км, до Владивостока — близько 154 км. Найближча залізнична станція Кедрова розташована в 1 км на південь.

## Історія
Дата заснування села — 1921 рік.
Атака ВВС США на аеродром «Суха Річка»
8 жовтня 1950 року о 16:17 за місцевим часом (тоді йшла Корейська війна) військовий аеродром, розташований за 2 кілометри на південний схід від села, піддали штурмовому обстрілу два винищувачі ВВС США Lockheed F-80C Shooting Star. Внаслідок нальоту пошкоджено сім радянських літаків, один з них повністю згорів (це був літак Bell P-63 Kingcobra, раніше поставлений США в СРСР за ленд-лізом). У той час на цей аеродром, що належав авіації Тихоокеанського флоту, був тимчасово перебазований для навчань 821-й винищувальний авіаполк 190-ї авіадивізії, літаки якого й були атаковані. У СРСР стверджують, що з особового складу ніхто не постраждав..
Наступного дня після нальоту представник СРСР виступив з офіційним протестом в ООН. Через 11 днів президент США Гаррі Трумен виступив зі зверненням, в якому визнав провину США, запропонував «… надати кошти для відшкодування будь-якого збитку, завданого радянській власності» і повідомив про те, що командир полку ВПС США на Далекому Сході звільнений з посади, а льотчики віддані під трибунал.
Пізніше американські льотчики пояснювали свої дії помилкою в навігації (радіонавігації тоді не було); червоні зірки з білим обідком на фюзеляжах літаків льотчики прийняли за розпізнавальні знаки північнокорейців. Водночас висловлювалися думки, що це була провокація американської сторони.
Безпосередні учасники атаки
- Олтон Квонбек (1926 р) — після Кореї літав на F-86, викладав як у Військовій академії США, так і в Академії ВПС США. Він захистив докторську дисертацію і став фахівцем зі стратегічного планування озброєнь для ВВС, працюючи в Пентагоні. Він також служив системним аналітиком у Міністерстві оборони під час війни у В'єтнамі. Після 22 років служби у ВПС, в 1970 році пішов у відставку полковником. Пізніше був старшим науковим співробітником в Інституті Брукінгса і служив старшим співробітником спеціального Комітету Сенату США з розвідки. (United States Senate Select Committee on Intelligence[en])[5] Його остання посада до відходу з державної служби — старша посадова особа в штаті директора ЦРУ.

- Аллен «Діф» Діфендорф (1924—1996) після закінчення льотної школи в 1944 потрапив в діючу армію в Європу, де збив 2 фашистських літаки, атакував «Тигри», залізничні артилерійські установки й ешелони, а 19 березня 1945 розбомбив штаб західних сил вермахту генерала Кессельрінга, який розташовувався в замку Зігенбург. (Ziegenburg). Діф керував цією атакою на замок фон Рундштедта. Удостоєний нагороди хрест «За льотні бойові заслуги» (Distinguished Flying Cross). Повернувшись після війни в Америку, він займався підготовкою пілотів на поршневих літаках, потім, освоївши реактивні літаки, був інструктором по пілотажу. Брав участь в пілотажних шоу USAF Fighter School Acrojets demonstration team по всій Америці спочатку на поршневих, а потім, перевчившись, і на реактивних літаках. Після війни в американських ВПС відбулося скорочення і Діф був переведений «на землю» — в льотному училищі став інструктором по конструкції реактивних літаків. Коли почалася війна в Кореї, був оголошений набір добровольців і Диф, пройшовши відбір, був несказанно щасливий повернутися в небо і був направлений в Корею. Воював у В'єтнамі, де скоїв 142 бойових вильоти. Відслужив 33 роки у ВПС і в званні полковника пішов на пенсію в 1977, працював водієм автобуса, помер в 1996[6].

## Населення
| Населення | Населення | Населення |
| --------- | --------- | --------- |
| 2002      | 2005      | 2010      |
| 22        | 19        | 15        |

## Пам'ятки
- Меморіальний комплекс п'яти безіменних військових поховань 1938—1945 років.
- Братська могила Героїв Радянського Союзу Олексія Махалина і Василя Віневітіна, а також махалінців — І. Шмельова, В. Поздєєва, А. Савіних, Д. Ємцева, загиблих у липні-серпні 1938 року.
- Братська могила 31 солдата і офіцера 25-ї армії 1-го Далекосхідного фронту 1945 року.[7].
- «Братська безіменна могила льотчиків, які загинули при відбиванні американських бомбардувальників в 1950 г.» списку пам'яток Битва на озері району Приморського краю значиться під номером 106.[8][9][10]